# Простые чудеса (передача)
«Простые чудеса» — авторско-духовная телепрограмма Павла Астахова на православном канале «Спас», посвященная рассказам православных верующих о случившихся с ними чудесах. Идея передачи возникла от одноименной книги Павла Астахова, в которой он собрал рассказы из жизни своих знакомых, оказавшихся на грани жизни и смерти.

## О передаче
Автором и ведущим передачи является адвокат Павел Астахов. Формат передачи представляет собой ток-шоу, в ходе которого на передачу приглашаются гости, желающие рассказать о произошедших с ними чудесах. Также редакция передачи проводит выездные съемки в различных городах России, например в Серафимо-Дивеевском монастыре.
В передаче принимают участие известные люди как деятели православной церкви, так и простые верующие.
Сюжетами передачи являются необычные события, произошедшие с людьми после их обращения к православной вере, либо по молитвам к тем или иным святым. Наиболее резонансными случаями были: восстановление пальцев, исцеления больных от рака и других болезней, чудесное появление денежных средств и пр.

### Известные гости передачи
- Митрополит Мурманский и Мончегорский Митрофан.

## Награды
- 2021. Фестиваль «Святой Владимир», номинация «Православный телепроект» — победа[1].